# Tove Skutnabb-Kangas
Tove Anita Skutnabb-Kangas (Helsinki, 6 luglio 1940 – Lund, 29 maggio 2023) è stata una linguista, educatrice ed esperantista finlandese naturalizzata svedese, nota per aver coniato il termine linguicism (dalla fusione delle parole inglesi per linguistica e razzismo) in riferimento alla discriminazione basata sulla lingua.

## Biografia
Dopo aver ricevuto un'istruzione scolastica a Helsinki, lavorò per un breve periodo nel college di formazione per insegnanti. Nel 1967 e nel 1968 visse negli Stati Uniti, avendo preso servizio presso il Dipartimento di lingue nordiche di Harvard. Successivamente fu per un breve periodo insegnante a Helsinki. Dal 1970 lavorò presso varie università in Finlandia e Danimarca. Nel 1976 ottenne il suo primo dottorato a Helsinki, dove si era occupata per la prima volta dibilinguismo. Dal 1995 al 2000 insegnò alla Roskilde University. Nel 2007 andò in pensione..
Oggetto della sua ricerca fu principalmente lo studio delle condizioni del bilinguismo. All'inizio degli anni '80 sviluppò il concetto di linguicism, con il quale sintetizzò la discriminazione delle lingue minoritarie. Criticò l'abbandono dei bambini che parlano lingue madri straniere nel paese in cui vivono (ad esempio i bambini turchi in Germania ) e la svalutazione del bilinguismo. Definì il "linguicism" come "le ideologie e le strutture utilizzate per legittimare, attuare e riprodurre una divisione ineguale di potere e risorse (sia materiali che immateriali) tra gruppi definiti sulla base del linguaggio".
Nel 2000 fu pubblicato un libro dal titolo Rights to language: equity, power and education; celebrating the 60th birthday of Tove Skutnabb-Kangas (Diritti alla lingua: equità, potere ed educazione; una celebrazione del 60º compleanno di Tove Skutnabb-Kangas) di Robert Phillipson.

## Riconoscimenti
Nel 2003 vinse con Aina Moll il Premio Linguapax, assegnato da Linguapax International.

## Opere
- Bilingualism or not – the education of minorities, Multilingual Matters, 1981, ISBN 0-905028-17-1.
- Minority education: from shame to struggle, Multilingual Matters, 1988, ISBN 1853590037.
- Language, Literacy and Minorities, The Minority Rights Group, 1990, ISBN 0946690782.
- Linguistic Human Rights. Over-coming linguistic discrimination. Contributions to the Sociology of Language 67, Mouton de Gruyter, ISBN 3-11-014878-1.
- Multilingualism for All. Series European Studies on Multilingualism, Swets & Zeitlinger, ISBN 90-265-1423-9.
- Language: A Right and a Resource. Approaching Linguistic Human Rights, Central European University Press, ISBN 963-9116-64-5.
- Linguistic genocide in education? or worldwide diversity and human rights?, Lawrence Erlbaum Associates, ISBN 0-8058-3468-0.